# Kapitalism
Kapitalism (från ordet kapital) är ett ekonomiskt system där de flesta produktionsmedlen ägs privat och marknader styr produktion och priser. Det är det dominerande systemet i världens ekonomier. Centrala idéer inom kapitalismen är äganderätt, fria marknader och konkurrens. Kapitalisters strävan efter att göra vinst genom att riskera sitt kapital är också en viktig del. Systemet har lovordats för att driva innovation, skapa välstånd och främja individuell frihet. Samtidigt finns kritik mot att det kan leda till ojämlikhet, miljöproblem, kortsiktighet och överkonsumtion. 
Kapitalismen har gått igenom olika faser, från kolonialism, merkantilism och industrialisering, till dagens globaliserade ekonomi. Det finns flera varianter av kapitalism, som blandekonomi, statskapitalism och laissez-faire-kapitalism. Kapitalism står i kontrast till socialism som förespråkar kollektivt eller statligt ägande av produktionsmedlen och strävar efter större ekonomisk jämlikhet. 

## Kapitalismen som ekonomiskt system
Tre grundläggande egenskaper kännetecknar det kapitalistiska systemet:
- huvuddelen av produktionsmedlen[a] är i privat ägo,[1][2]
- de som äger produktionsmedlen (kapitalägare, även kallade kapitalister) använder sitt kapital i företagsverksamhet i utbyte mot chans till vinst,
- varor och tjänster handlas fritt på marknader.

Som hushållningssystem betraktat bygger kapitalismen på individers förmåga att fritt ingå avtal med varandra och deras möjlighet att förfoga över det de skapat, tjänat, köpt eller ärvt. I lag motsvaras detta av avtalsfrihet och äganderätt. Ofta sägs därför avtalsfriheten i kombination med äganderätten utgöra en grund för kapitalism.
I kapitalistiska ekonomier är beslut rörande produktionsfaktorer decentraliserade. Varje företag bestämmer således själv över sina egna fabriker och sina egna verktyg. Prissignaler från marknaden utgör ofta en betydande del av beslutsunderlaget för producenter och konsumenter. Resurserna fördelas normalt utifrån utbud och efterfrågan. Produktionens inriktning styrs dock också av var ägaren tror sig kunna göra de största vinsterna.

## Begreppen kapitalism och kapitalist

### Användning och historia
Ordet kapitalism myntades av författaren William Thackeray 1854 i betydelsen kapitalägande, medan ordet kapitalist användes redan 1792. Ursprungligen var kapitalist en nedsättande benämning på kapitalägare, det vill säga ägare av sparat kapital.  Idag används det både med negativ och positiv bibetydelse. Vissa historiker, inklusive Jacques Le Goff, menar istället att kapitalismen hade sin uppkomst i 1500-talets krig och att de kapitalistiska relationerna där utkonkurrerade en funktion religionen tidigare hade haft. Kanonernas tillkomst som en del av krigen medförde också att mer omfattande resurser behövde läggas på ett starkt försvar. Detta skapade nya ekonomiska krav. En kapitalist är en person som tjänar sitt levebröd genom att investera sparat kapital, i olika tillgångar direkt (i skog eller andra naturtillgångar, fastigheter, fabriker, arbetskraft eller andra rörelser och så vidare) eller indirekt (i aktier eller annan spekulation) och därmed söker öka sitt kapital genom att skapa avkastning och/eller tillgodogöra sig värdeökning. När en kapitalist exempelvis köper arbete av en arbetare – där lönen understiger värdet av arbetsinsatsen – kan kapitalisten enligt marxistisk teori tillgodogöra sig resultatet av överskottet. Detta kallas ibland också för mervärdet. Ordet kapitalism används idag ofta som ett beskrivande ord av ett ekonomiskt system i en liberal politisk ideologi där marknadsekonomi förespråkas. 

### Beteckningar på olika former av kapitalism
- Finanskapitalism är en term som definieras som ett underordnande av produktionsprocesserna till förmån för alltmer profit via spekulation. Den kännetecknas av en jakt på vinst från köp- till säljtillfället, eller investeringar i olika valutor och finansiella produkter. Att generera fiatvaluta, på grundval av tidigare genererad fiatvaluta är eller blir alltmer det centrala i finanskapitalismen.
- Statskapitalism (som ekonomisk politik kommandoekonomi) är i dess klassiska mening en kapitalistisk ekonomi med statligt understöd och eller kontroll. Denna term användes ofta för att beskriva stormakternas kontrollerade ekonomier under första världskriget. Termen har också använts av en del ekonomer för att beskriva ett samhälle inom vilket de produktiva krafterna är ägda och styrda av staten på ett kapitalistiskt sätt, även om en sådan stat väljer att kalla sig "socialistisk". Vilka länder som betraktas som statskapitalistiska råder det delade meningar om. Enligt lingvisten Noam Chomsky är USA statskapitalistiskt.[källa behövs] Blandekonomi är den gängse formen vilken kapitalistiska samhällen de facto tar.
- Laissez faire-kapitalism. Laissez-faire är ett franskt uttryck som betyder "lämna ifred". Till skillnad från den nationalliberala statskapitalismen utmärker sig laissez faire-kapitalismen genom en starkare betoning av att avskaffa alla former av statlig intervention i ekonomin. Dess förespråkare menar att marknaden reglerar sig själv och disciplinerar producenter bättre än vad någon stat kan.[11]

## Teorier om kapitalismens uppkomst
Werner Sombart, och Max Weber såg kapitalismen som en drivkraft för företagsamheten. Sombart utvecklade en sociologisk modell för uppkomsten av kapitalism, med dess kopplingar till protestantismen, och dess påstått rationella mekanismer, till exempel lönearbetaren som säljer sin arbetskraft. Webers analys av vad folk gör av sitt ökade välstånd på grund av rationalisering av produktionen, landade i att de kommer föredra att konsumera och driva fram ekonomin framför att till exempel arbeta mindre. Weber har framfört hypotesen att protestantiska industrialister stod för högre tillväxt än till exempel katolska genom att "workaholism" är ett element i den (kalvinistiska) protestantiska etiken.
För Weber var kapitalismen det mest avancerade samhälleliga systemet som hittills skapats, men Weber menade också att dess tekniska rationalitet utgör ett hot mot viktiga värden i den västerländska civilisationen.
I realiteten har alla västerländska demokratier en kapitalistisk ekonomi. Västerländsk demokratimodell med äganderätt kan alltså per definition inte existera i stater som tillämpat central kontroll av ekonomin.

## Historia

### 1000–1800
Protokapitalism är eftervärldens benämning på de ekonomiska system som utvecklades i Europa under medeltiden och tidigmodern tid och som lade grunden till modern kapitalism.
Pengar som betalningsmedel blev vanliga i Europa på 1000-talet, och därmed uppstod också ett bank- och utlåningsväsende. Kyrkan motsatte sig emellertid tagande av ränta. Under medeltiden och fram till renässansen var Kina och arabvärlden de främsta inom handeln, och siden, kryddor och silver var särskilt eftertraktade varor. Europa strävade efter makten över handeln, och i sökandet efter nya handelsvägar till Indien var Columbus upptäckt av Amerika en sidoeffekt. Cortez och andra erövrare besegrade aztekerna, exploaterade kontinenten på guld, startade gruvdrift med slavar och skeppade hem utdelningen till Spanien. Under den tidiga kolonialismens period var den så kallade slavtriangeln, en handelsled mellan Europa, Afrika och Amerika, motorn i världshandeln, och under 400-åriga uppbyggnadsperiod och fram till slaveriets avskaffande 1807 kunde människohandel bedrivas öppet över hela världen. I Manchester uppstod den nya textilindustrin för bomull i slutet av 1700-talet, med "Spinning Jenny" och merkantilismens övergång till den industriella eran.
Kapitalismen får sitt moderna uttryck i den industriella revolutionen som inleddes i 1700-talets Europa. Innan dess var många av Europas länder feodala. Samhällssystemet byggde på en indelning av människor i samhällsklasser vars beroendeförhållande till staten, vanligtvis en monark, bestämde deras roller och rättigheter. Marken ägdes i vissa länder ofta av den privilegierade adeln, som bestod av godsherrar som ägde land som i sin tur brukades av egendomslösa arbetare, ibland livegna. I andra länder var bönderna självägande, men beroende av tillskottskapital från de större jordägarna eller staten. Städernas borgerskap bestod av köpmän och rika hantverkare, vars näringsverksamhet ofta skyddades av skråliknande system.
Ekonomin omvandlades från att vara jordbruksdominerad och statisk medan industrierna växte fram. I England, som var ledande i den industriella omvandlingen, inträffade en revolution redan 1688, och den sociala oron fanns kvar under 1700-talet. Adelns makt hade minskat i England, ekonomin liberaliserats och saker som till exempel tryckfrihet och parlamentarism hade införts. I Frankrike fanns det kungliga enväldet och adelns starka ställning kvar ända till 1789, vilket kan ha bidragit till den franska revolutionen.

### 1800–1900
Under 1800-talet nådde den industriella omvandlingen de flesta länder i Europa. Effektivare jordbruksmetoder ledde till ett högre överskott ifrån jordbruket som ledde till högre befolkningstillväxt. Färre människor behövdes i jordbruket och flyttade in till städerna där fabriker växte upp och en ny typ av arbetare skapades.

Lönearbetet som fenomen kom att dominera ekonomin; därmed ändrades samhällets klasstruktur. Förr hade befolkningsmajoriteten ordnat sitt uppehälle genom avkastning från den jord man brukade, men nu fick arbetare i stället lön som betalning för sin arbetsinsats. Med pengarna från arbetsgivaren köpte man de varor som erbjöds. Många människor i västvärlden flyttade till städerna där arbetslösheten steg. Det ledde till låga löner och förhållanden som ofta var mycket svåra för de anställda. I början av den industriella eran kom många att arbeta upp till 16 timmar om dagen, även barn. De flesta historiker menar dock att förhållandena i jordbruket var lika dåliga eller sämre än i industrin.

Marx' värdeteori

Den tyska socialisten Ferdinand Lassalle formulerade i mitten av 1800-talet vad han kallade "den järnhårda lönelagen". Baserad på Malthus teori om befolkningsökningsmekanismer förutspådde den att lönerna för arbetare i längden skulle tendera att ligga just så lågt att arbetarna precis kunde överleva och reproducera sig. Teorin, som verkade stämma med de rådande förhållandena, kritiserades dock tidigt, bland annat av Ricardo och Marx.
Under 1800-talet kom kapitalismen att utvecklas under frihandels-/laissez-faire-tecken, men den sociala och politiska oron som uppstod (till exempel 1848-revolutionerna och hot om socialistiska revolutioner) ledde till vissa sociala reformer i många europeiska länder. De växande sociala kraven som drevs av socialdemokratiska, socialistiska och delvis liberala partier åstadkom statliga ingripanden för att höja lönerna och förkorta arbetstiderna samt införandet av vissa ålderspensioner, skolgång, sjukvård och liknande förmåner förknippade med en framtida välfärdsstat. Statliga utgifter och därmed skatter och tullar ökade också vilket ledde till att hädanefter bedrevs den kapitalistiska ekonomin under statliga regleringar och så småningom även reglerades med avtal med fackföreningarna. Två stormakter som avvek genom att inte reformera sin sociala och ekonomiska politik var Ryssland och Österrike-Ungern.

### 1900–1970
Under 1900-talet förbättrades de anställdas levnadsförhållanden avsevärt i de flesta länder med friare marknader. Offentlig skola och skattefinansierad sjukvård infördes i många länder, enligt en del ekonomer på bekostnad av den ekonomiska utvecklingen, men i och med välståndet som hade byggts upp kunde levnadsstandarden ändå höjas en hel del bland de fattigare. Genomgripande politiska reformer som exempelvis allmän rösträtt genomfördes också under 1900-talet i först Nordamerika och Europa och sedan andra delar av världen.
Situationisten Guy Debord har i en bok framfört åsikten att det som en följd av moderniseringen och vad man kallar konsumismen under 1950- och 60-talet utvecklades ett "skådespelssamhälle" där alienation och passivitet kom att dominera det sociala livet.

### 1970–2000
Under 1970-talet stärktes uppfattningen att en fri kapitalism vore ett bättre alternativ till den reglerade kapitalism som länge ansetts vara den mest framgångsrika modellen. Dessa åsikter stärktes ytterligare efter Sovjetunionens kollaps. Den klassiska liberalismen fick ökat utrymme i den ekonomiska politiken under 1970- och 1980-talet när nationalekonomer, inspirerade av bland annat Ludwig von Mises och Friedrich von Hayek, ställde betydelsen av äganderätt och frihet i ekonomin mot dåtidens statsingrepp i marknaden. Denna renässans av liberala idéer kom att kallas nyliberalism. De eftersträvade ekonomiska liberaliseringar för att bryta inflation, hög arbetslöshet och konjunktursvängningar som de menade att Keynes teorier inte kunnat lösa. Deras idéer uppmärksammades bland annat av att Hayek tilldelades Sveriges Riksbanks pris i ekonomisk vetenskap till Alfred Nobels minne 1974, och Milton Friedman 1976. Friedman som var ekonomisk rådgivare för de amerikanska presidenterna Richard Nixon och Ronald Reagan anses ha influerat Margaret Thatcher i Storbritannien, Brian Mulroney i Kanada samt Roger Douglas som var socialdemokratisk finansminister i Nya Zeeland. Margaret Thatcher och Ronald Reagan förespråkade lägre skatter och färre statliga ingripanden i ekonomin. I Sverige märktes nyliberalismen av uppfattningen att det fanns för mycket politisk styrning och en för stor offentlig sektor. Flera av kommunerna prioriterade valfrihet och marknadsorientering.
En del chilenska ekonomer som deltagit i ett tidigare utbytesprogram och utbildat sig vid universitetet i Chicago samt fått lektioner av bland annat Friedman arbetade senare för president Augusto Pinochets administration. De förespråkade "en chockterapi" – marknadsekonomi och frihandel helt utan regleringar. Arbetslöshet sågs som oundvikligt element i kampen mot inflation. Länderna påbörjade privatisering av statliga företag och uppbyggnad av privatägd verksamhet. Flera omoderna och ineffektiva företag lades ner. Chile drabbades, relativt sett, hårt av den ekonomiska depressionen i början av 1980-talet. Man tvingades att förstatliga bland annat delar av bankväsendet, men ekonomin var därefter ganska framgångsrik. Argentina drabbades av nationell bankrutt 2001. Chockterapier, som förespråkades av IMF och västliga långivare, visade sig vara ett effektivt sätt att reformera ekonomier i forna socialistländer som Polen, Tjeckoslovakien, Ungern och även Ryssland efter att deras politiska och ekonomiska system stagnerat i slutet av 1980-talet. Privatisering i de forna kommunistländerna ledde till att oligarker tog över majoritetsägarskapet över företag (enligt lag kunde maximalt 51 % av företaget tas över av företagsledarna och anställda). Ryssland, som upplevde en hastig övergång till kapitalism har idag en arbetslöshet på 25 %, försämrade sociala skyddsnät, negativ befolkningstillväxt, samt ökade sociala klyftor med den följden att en mycket stor del (21,6 procent) av Rysslands befolkning numera lever i direkt fattigdom eller under existensminimum (se även referens).
Mot slutet av 1900-talet genomfördes reformer av ekonomin i kapitalistisk riktning hos många länder som inte tillhörde den kapitalistiska världen. Detta var framför allt Östeuropa och Asien, till exempel Kina efter 1978 under Deng Xiaopings ledarskap och Indien från 1990. Tillväxten har sedan i flera länder varit exceptionellt hög. Reformerna i Kina har sedan 1978 mångdubblat inkomsterna både på landsbygden och i städerna och lyft miljontals personer ur absolut fattigdom vilket inte är samma sak som relativ fattigdom de har dock samtidigt lett till ökade inkomstskillnader och sociala spänningar. Den industriella utvecklingen har vidare slagit hårt mot miljön i flera av dessa länder.

## Centrala begrepp

### Privat ägande
Privat ägande är en central princip inom kapitalismen är en konsekvens av rätten för individer och företag att äga och kontrollera resurser, egendom och produktionsmedel. Denna rättighet, även kallad äganderätt, är grundläggande för att individer ska kunna fatta ekonomiska beslut och förvalta sitt kapital. Tillsammans med avtalsfrihet, det vill säga rätten att fritt sluta avtal med vem som helst och därmed starta och driva företag, bildar äganderätten grunden för den ekonomiska frihet som kännetecknar kapitalismen. Dessa friheter möjliggör ett system där resurser och kapital flödar fritt genom frivilliga transaktioner på marknaden.
Privat ägande ses inom kapitalismen som ett sätt att främja innovation, effektivitet och ansvar, genom att ägarna (kapitalisterna) har incitament att använda sina tillgångar på ett sätt som skapar värde och i förlängning välstånd. Kritiska betraktelser, särskilt från ett marxistiskt perspektiv, framhäver dock privat ägande av produktionsmedel som en källa till maktkoncentration och ojämlikhet, vilket ger ett annat perspektiv på det privata ägandet.
Enligt FN:s allmänna deklaration om de mänskliga rättigheterna, artikel 17, är rätten till ägande enskilt och gemensamt en rättighet. 
| ”                                                                    | Var och en har rätt att äga egendom, både enskilt och tillsammans med andra. Ingen får godtyckligt fråntas sin egendom. | „ |
| – Förenta Nationerna, FN:s deklaration om de mänskliga rättigheterna | |   |

Enligt Hernando de Soto måste ägandet stödjas av ett fungerande formellt (statligt) system för registrering av ägande för att kunna utnyttjas fullt ut. Han anser att fungerande ägandesystem är grunden till västvärldens ekonomiska framgångar medan icke-fungerande ägandesystem är en av grundorsakerna till tredje världens haltande ekonomier.
Ofta kan även företag, som juridiska personer, vara ägare till andra företag. Detta kan resultera i mycket komplexa ägarstrukturer.

### Vinst genom risktagande
Att kapitalister, det vill säga de som äger produktionsmedlen, riskerar sitt kapital i företagsverksamhet i utbyte mot chans till vinst är centralt för kapitalismen. Risktagande är själva motorn som driver innovation, ekonomisk tillväxt och konkurrens inom kapitalistiska ekonomier. 
Inom kapitalismen är enskilda individer, ofta entreprenörer eller investerare, motiverade att ta risker för att skapa vinst. För att skapa vinst måste dessa individer investera kapital i nya idéer, företag eller projekt, ofta utan garanti för framgång. Det kan handla om att starta ett nytt företag, utveckla en innovativ produkt, expansion av en befintlig verksamhet till nya marknader eller effektivisera befintlig verksamhet. 
De som riskerar sitt kapital och lyckas har möjlighet till stora vinster. Samtidigt innebär risktagandet att man också kan förlora sitt investerade kapital om satsningen inte går som planerat. Det skapar ett decentraliserat system där de som vågar riskera sina resurser i utbyte mot potentiell vinst blir avgörande för den ekonomiska utvecklingen.
Sparat kapital kan investeras i ändliga resurser, såsom vattendrag med fiskerätter (som sedan kan hyras ut), på redskap eller maskiner som effektiverar produktionen såväl som på att utveckla nya lösningar på människors problem. En ägare kan öka sina ändliga resursers avkastning, till exempel kan ägaren av ett vattendrag investera i konstruktion av vattenkraftverk. Avkastningen kan också minska, till följd av att efterfrågan på hyra av fiskerätter eller kraftproduktion minskar, eller genom att konkurrenter erbjuder samma eller liknande fiskerätter eller energi till ett lägre pris.
För att ett företag skall kunna erbjuda tjänster och varor krävs investeringar, ifråga om infrastruktur- och forskningsintensiva projekt till och med mycket stora investeringar. Kapitalet, det vill säga medel för att finansiera, kan då komma från:
- privata finansiärer (till exempel den industriella revolutionen i Storbritannien)
- banker (som i sin tur får ihop riskkapital genom inlån från sina kunder)
- kapitalförvaltare som förvaltar sparandekapital åt kunder, exempelvis pensionskapital
- kooperativa finansiärer (lämpar sig mest för mindre projekt, till exempel att bygga en väg till en by eller borra en brunn)

Risken som kapitalisten tar består i risken att kapitalet som investerats i ett företag förlorar i värde. I sämsta fall slutar det med konkurs, vilket innebär att ett företag likvideras och upphör med sin verksamhet och därmed förmåga att generera vinst.

### Marknadsekonomi
Marknadsekonomi och kapitalism är snarlika begrepp. Marknadsekonomi handlar om hur priser sätts och handel sker fritt på en marknad, medan kapitalism fokuserar vem som äger produktionsmedlen. Marknadsekonomi ofta är det främsta sättet genom vilket kapitalistiska system organiserar sin ekonomiska aktivitet. Ekonomiska beslut om produktion, distribution och konsumtion av varor och tjänster styrs av utbud och efterfrågan på en fri marknad, där företag och konsumenter interagerar. Företag konkurrerar om att sälja sina produkter, och konsumenterna väljer vad de vill köpa baserat på sina preferenser och resurser. 
För kapitalismen är marknadsekonomi, där varor och tjänster handlas fritt och där utbud och efterfrågan styr prisbildningen, centralt för kapitalisternas förmåga att i konkurrens skapa vinst. Marknadsekonomin är avgörande för kapitalismens funktion eftersom den möjliggör ett decentraliserat system där många olika aktörer (företag, konsumenter, investerare) kan fatta beslut självständigt, utan omfattande statlig inblandning. Detta är en kärna i kapitalismen, där privat ägande och vinstmaximering är centrala drivkrafter.
Kapitalism är beroende av fria marknader för att främja konkurrens, innovation och effektiv resursfördelning. Genom konkurrens mellan företag strävar kapitalister efter att öka sina vinster genom att erbjuda bättre eller billigare varor och tjänster. Marknadsekonomin möjliggör detta genom att priser reflekterar kundernas preferenser och deras betalningsvilja.
Även om kapitalism och marknadsekonomi är nära förknippade, kan kapitalistiska system existera utan en helt fri marknad. Till exempel finns det kapitalistiska ekonomier där staten spelar en mer aktiv roll i att reglera marknaderna eller till och med äga vissa sektorer, som i en blandekonomi.

### Konkurrens
Konkurrens ses som en evolutionär process där aktörerna hela tiden måste förbättra sig själva för att inte slås ut av affärsrivaler. Den ger produktivitetsökningar och teknisk utveckling i övrigt. På en fri marknad sprids konkurrensen till arbetsgivare, anställda, företag och även konsumenter. Konkurrens är en följd av lagen om tillgång och efterfrågan – det vill säga att om det inte råder balans så är det antingen säljarens eller köparens marknad. Konkurrensmekanismen tillämpas på såväl varor och tjänster som löner och arbetsvillkor. Lagstiftning och andra mekanismer, som blockad, strejk eller bojkott, kan till viss del påverka detta.
Minskad konkurrens, genom att en aktör har monopolställning, genom att några få aktörer delar marknaden (oligopol), genom karteller eller genom myndighetsreglering som minskar konkurrensen medför att konkurrensmekanismen sätts ur spel, varvid prissättningen på produkter och tjänster kan bli godtycklig ur effektivitetssynvinkel, vilket leder till att den tekniska utvecklingen och effektivitetsförbättringen saktar ned. Ibland kan myndighetsingripande främja konkurrens, till exempel då monopol annars skulle bildas eller där verksamheten har externa effekter.
I kapitalistiska ekonomier försöker politiker därför ofta främja konkurrensen och motverka konkurrensbegränsningar. Det är också vanligt att det finns en politisk vilja att motverka att människor behandlas orättvist och att utsatta människor utnyttjas. Därför stiftar politiker ofta lagar som är ämnade att bland annat:
- förbättra förutsättningarna för att avtal fullföljs genom att till exempel möjliggöra för parterna att hävda sin rätt genom reglerad makt över motparten i en domstol
- förhindra konkurrensbegränsningar
- skydda en svagare part vid avtals ingående
- skydda andra individer eller miljön från att påverkas av ett avtal de inte är part i

Exempel på sådana lagar i Sverige är marknadsföringslagen, konsumentköplagen, avtalslagen och lagar mot människohandel.
Konkurrens mellan företagen omfattar både konkurrens för att vinna kunden, men likaså konkurrens om arbetskraften – den mest kvalitativa, mest produktiva till bästa lönekostnad i förhållande till produktivitet. I västvärlden där man hade brist på arbetskraft och begränsad köpkraft uppnår man ett jämviktsläge för företagens vinst. I och med globaliseringen ökade tillgången på okvalificerad arbetskraft (till exempel Kina) men även mer kvalificerad arbetskraft (exempelvis IT-tekniker i Indien). Detta ger ett försprång till globaliseringens pionjärer som under kort tid kan öka vinsten. Globaliseringen medför samtidigt att det skapas en medelklass i utvecklingsländerna som kommer att utgöra en ny marknad. I de stora länderna som Kina, Indien och Brasilien rör det sig om en stor medelklass, med hundratals miljoner konsumenter. Genom att produktionskunnandet sprids uppstår det nya företag även i u-länder som kan delta i den globala konkurrensen.
Monopol är en situation på en marknad där en eller flera personer eller företag på en marknad har en exklusiv fördel eller möjlighet att tillverka eller sälja en vara. Exempel på sådana exklusiva fördelar är patent eller ägande av en unik naturresurs eller statliga privilegier, till exempel laglig ensamrätt att sälja vissa produkter. Systembolaget i Sverige är ett typexempel på juridiskt monopol; priser och utbud kan diktera preferens för en alternativ aktör, vilka emellertid är underkastade förbud och elimineras genom tvångsmakt. Monopol eller situationer mycket nära monopol kan också uppstå genom stordriftsfördelar eller nätverksfördelar.
Många regleringar har genomförts för att försöka hindra just monopolbildningar och karteller eftersom de anses hämma konkurrensen och bidra till högre priser. Exempel på sådana åtgärder är att stoppa priskarteller och hindra företag från att utnyttja sin ställning på en marknad för att otillbörligt framhäva sig på en annan (tanken är att uppnå någon sorts balans på marknaden). EU har till exempel under senare år stoppat flera företagssammanslagningar som skulle lett till en dominerande marknadsposition, och i Sverige finns Konkurrensverket som övervakar detta. Dessa åtgärder står dock inte oemotsagda. Många nyliberaler hävdar att marknaden har egna självreglerande mekanismer mot monopol, och att ett företag har en monopolställning för att man levererar en populär produkt.

## Kritik mot kapitalism

### Marxistisk kritik

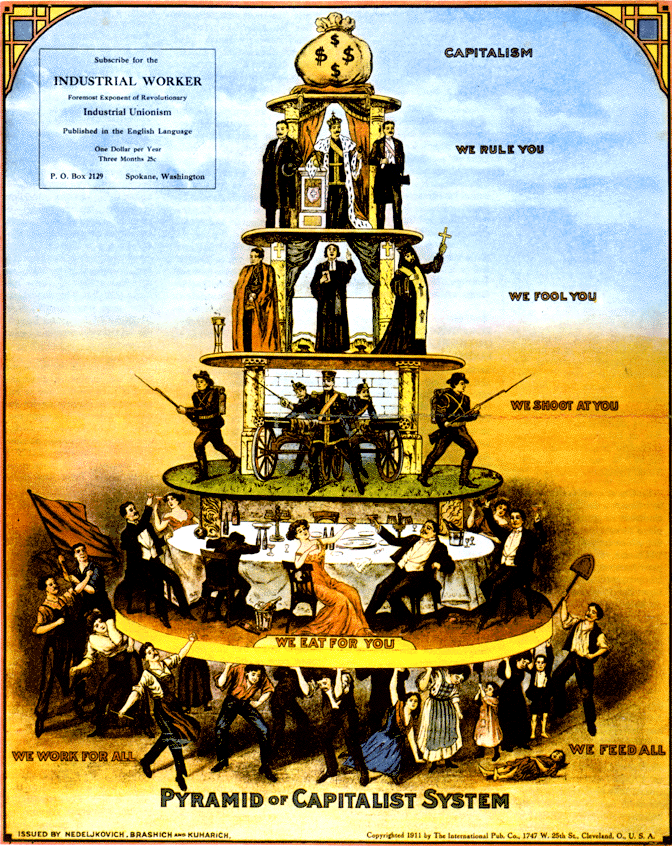
En satirisk teckning publicerad av tidningen The Industrial Worker 1911 som visar redaktionens syn på strukturen hos det kapitalistiska systemet. Se Kapitalistiska pyramiden

Marx ansåg att kapitalismen gett upphov till en materiell utveckling (i form av rikedom och produktivkrafter) som saknar historiskt motstycke, men att kapitalism också medfört ökande klassmotsättningar och kriser.
Marxister hävdar att borgerliga regeringarnas försök att med olika ekonomiska åtgärder  undvika kriser inom den kapitalistiska ekonomin är dömda att misslyckas. Lösningen är enligt marxisterna istället att den privatkapitalistiska äganderätten ersätts med socialistisk äganderätt via personlig egendom, istället för privategendom. Socialister har även kritiserat kapitalismen för att makten flyttas från folket till slutna styrelserum. De anser också att slavhandeln till sydstaterna i Nordamerika och i vår tid barnarbetet i tredje världen varit en förutsättning för det kapitalistiska systemet. Kapitalismen är enligt dem också drivkraften bakom européernas kolonialism.
Enligt den marxistiska synen är produktionens och därmed även det kapitalistiska samhällets övergripande mål kapitalackumulation, som man menar i och med finanskapitalismens utveckling blivit ett självändamål. Att privategendom skulle vara kapitalismens kärna håller dessa inte med om, eftersom man menar att personliga tillhörigheter funnits och finns även i icke-kapitalistiska system. Man bör alltså här skilja mellan produktionsmedel och annan privat egendom.

### Ojämlikhet, miljöpåverkan och sociala problem
Att det i kapitalistiska samhällen ofta finns en viss grad av arbetslöshet gör enligt kritikerna också att en lönekonkurrens riskerar att uppstå. Denna lönekonkurrens medför att arbetstagare med t.ex. låg utbildning kan anställas till låga löner. 
Sedan slutet av 1980-talet har kapitalismen blivit mer global. Detta har kritiserats av den  globala rättviserörelsen. Detta eftersom det  fortfarande finns stora skillnader mellan fattiga och rika länder. I länder som Ryssland, Vietnam, Kambodja och Kina har en form av statskapitalism även vuxit fram. Kapitalismens produktionsordning har också kritiserats av bland annat miljörörelsen och socialister för att den utlöst en omfattande miljöförstöring med global uppvärmning som resultat.

### Ofrihet
Individualanarkister och egoister anser att kapitalism är ett ekonomiskt system byggt med tvång. Profit ses som ett ekonomiskt tvång då arbetaren inte får förfoga över sitt arbetes resultat, vilket strider mot tanken om individens suveränitet. Patent, privilegier och statligt finansierad infrastruktur anses hämma konkurrensen på marknaden och begränsa individers möjligheter till att verka frivilligt, vilket hindrar en rättvis fördelning av produktionen.  Individualanarkister hävdar istället att enda möjligheten till maximal frihet och rättvis fördelning av produktionen är med mutualistisk ekonomi, med vilket menas att arbetaren ges möjlighet att äga sin kropp och vad som produceras av densamma.

### Konjunkturer

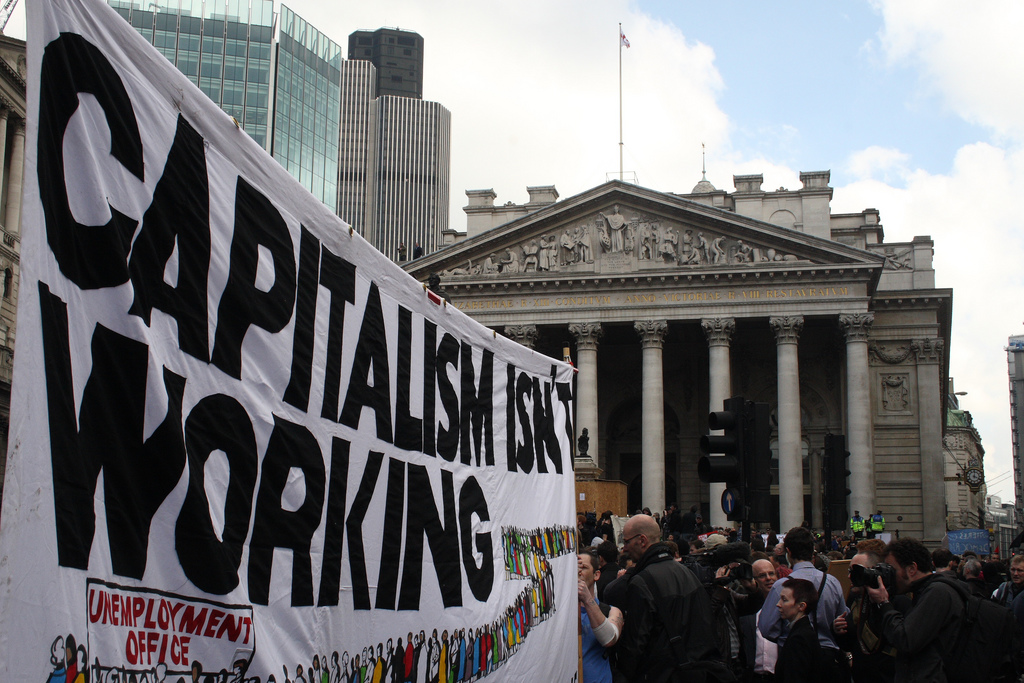
Protester mot kapitalism under ett G20-möte i London 1 april 2009

Kritiker av kapitalismen menar att precis som vädret karaktäriseras av regn och solsken karaktäriseras kapitalismen av ständiga hög- och lågkonjunkturer. I en högkonjunktur expanderar ekonomin genom att produktionen och konsumtionen ökar. Vid en lågkonjunktur  minskar istället tillväxten vilket leder till att befolkningen får mindre inkomster och arbetslösheten ökar. Överproduktion och fallande lönsamhet bland företagen kan också leda till depression.Börskraschen på Wall Street i New York 1929 blev inledningen på en svärldsdepression. Miljontals människor blev arbetslösa eller ruinerade, och detta pågick fram till ungefär mitten av trettiotalet. Kommandoekonomin i Sovjetunionen hade under denna period istället snabb tillväxt under.  I oktober 2008 inträffade en kredit-, finans- och börskrasch i USA som spred sig till resten av världen. Den österrikiska skolans ekonomer anser däremot att konjunkturcykler skapas av att staten bedriver en expansiv kreditpolitik. Utan statens inblandning i ekonomin hade konjunkturcykler därför inte förekommit. 

### Konkurrensbegränsningar
Kapitalismen har också kritiserar för att den leder till att olika företag och produktionsgrenar koncentreras till oligopol och monopol.  Detta medför enligt kritikerna att tillgångarna koncentreras till ett fåtal storföretag. Ett ofta framhållet exempel var Silvio Berlusconis tidigare kontroll av media i Italien. En bidragande orsak till denna koncentration kan enligt kritiker vara att enskilda kapitalister har ett intresse av att begränsa konkurrensen och därmed kunna ta ut högre priser och i slutändan  högre vinster. Detta drabbas konsumenterna som tvingas att betala högre priser. På marknader kan konkurrensen också vara så bristfällig att ett fåtal köpare eller säljare kan påverka prisbildningen. Kartellbildningar som till exempel OPEC kan då styra enskilda producenter till att begränsa sin produktion så att priserna stiger utan att en verklig brist föreligger. Även Patentsystemet har kritiserats för att vara en väg till att nå monopolställning på marknaden utan konkurrens. 